# 生源寺廷
生源寺 廷（しょうげんじ ただし、大正4年〈1915年〉7月 - ?）は、日本の科学者。

## 生涯
大正4年（1915年）7月、父生源寺順、母嘉納治五郎の次女である忠子夫妻の長男として生まれる。昭和12年（1937年）3月31日、旧制福岡高等学校理科甲類を卒業。九州帝国大学応用化学科卒業。
博士論文「濃縮燃焼による亜硫酸パルプ廃液処理に関する研究」を著し、昭和36年（1961年）11月18日に工学博士を授与された。生源寺廷, 高橋英郎 & 丹野和夫 1962, p. 172によれば、工業技術院東京工業試験所に入所している。四国工業技術試験所（現在の産業技術総合研究所四国センター）に転じており(生源寺廷 1968, p. 26)、少なくとも翌年までは同所にいることが赤松勲・生源寺廷 1969, p. 195により判明している。

## 著作

### 論文
単著
- 「セミケミカル法について」『化学工業資料』第18巻第6号、1950年、34-46頁。
- 「東工試法による亜硫酸パルプ廃液処理について」『紙パ技協誌』第20巻第10号、1966年、1-13頁、doi:10.2524/jtappij.20.10_515。
- 「化学処理：湿式燃焼法」『化学工学』第32巻第6号、1968年、26-34頁、doi:10.1252/kakoronbunshu1953.32.514。

共著
- 岡田元「楮皮苛性曹達煮熟について」『パルプ紙工業雜誌』第2巻第1号、1948年、5-11頁、doi:10.2524/jtappij1947.2.5。
- 岡田元「未晒亜硫酸パルプアルカリ精製に關する研究 第一報」『パルプ紙工業雜誌』第4巻第6号、1950年、9-16頁、doi:10.2524/jtappij1947.4.6_9。
- 高橋英郎、丹野和夫「連続反応槽と連続沈降槽とを使用するカルシウムベース亜硫酸パルプ廃液の脱石灰処理」『工業化学雑誌』第65巻第10号、1962年、172-176頁、doi:10.1246/nikkashi1898.65.10_1668。
- 御田昭雄「亜硫酸パルプ廃液濃縮焙焼処理に関する研究：(第8報)SPノット粕より得たクラフトパルプの漂白」『紙パ技協誌』第17巻第11号、1963年、33-38, 45、doi:10.2524/jtappij.17.723。
- 御田昭雄、市橋好延「亜硫酸パルプ廃液濃縮焙焼処理に関する研究：(第12報)針葉樹材SPノット粕より溶解用パルプの調製」『紙パ技協誌』第19巻第2号、1965年、41-54頁、doi:10.2524/jtappij.19.2_89。
- 御田昭雄、市橋好延「亜硫酸パルプ廃液濃縮焙焼に関する研究：(第13報)スメルト硫化ソーダを用いる広葉樹材SPノット粕のクラフト蒸解」『紙パ技協誌』第19巻第6号、1965年、21-26頁、doi:10.2524/jtappij.19.6_289。
- 御田昭雄、菊地孝之「メトキシル基のセミ・ミクロ分析法(第1報)：木材中のメトキシル基の分析法」『紙パ技協誌』第20巻第4号、1966年、29-35頁、doi:10.2524/jtappij.20.4_195。
- 小山実「脱石灰SP廃液およびKP黒液を小規模長管縦型蒸発かんで濃縮した場合の総括伝熱係数および沸点上昇」『紙パ技協誌』第20巻第11号、1966年、626-630頁、doi:10.2524/jtappij.20.11_626。
- 赤松勲「低級脂肪酸希薄水溶液のガスクロマトグラフによる分析」『工業化学雑誌』第72巻第7号、1969年、195-196頁、doi:10.1246/nikkashi1898.72.7_1611。

## 親族
出典の無い限り、『我孫子市史研究センター会報』第206号, pp. 2–3を参照。
- 実父：生源寺順
- 実母：嘉納忠子 - 嘉納治五郎次女
- 継母：嘉納爽子 - 嘉納治五郎三女
  - 異母弟：治雄、希三郎
  - 異母妹：康子、禮子
- 妻：大坪保子（1924 - ）- 大坪林四郎長女[4]
  - 長女
  - 次女

### 書籍出典
1. ↑  『人事興信録』第14版 上, p. シ94.
2. ↑  『我孫子市史研究センター会報』第206号, p. 2.
3. ↑  『官報』第3098号, p. 21, 「彙報（学事）：生徒卒業及修了」.
4. ↑  『人事興信録』第15版 上, p. オ36.

### ウェブサイト出典
1. ↑  “濃縮燃焼による亜硫酸パルプ廃液処理に関する研究”. 国立国会図書館サーチ. 2025年1月31日閲覧。

### 書籍
- 『人事興信録』上、人事興信所編（14版）、人事興信所、1943年。doi:10.11501/1704391。
- 『人事興信録』上、人事興信所編（15版）、人事興信所、1948年。doi:10.11501/2997934。

### 雑誌
- 美崎大洋「嘉納家と我孫子の関係は60年：治五郎死後、別荘は自宅だった」『我孫子市史研究センター会報』第206号、2019年4月26日、2-3頁。

### 官報
- 『官報』第3098号、1937年5月5日。

### 論文
- 生源寺廷、高橋英郎、丹野和夫「連続反応槽と連続沈降槽とを使用するカルシウムベース亜硫酸パルプ廃液の脱石灰処理」『工業化学雑誌』第65巻第10号、1962年、172-176頁。
- 生源寺廷「化学処理：湿式燃焼法」『化学工学』第32巻第6号、1968年、26-34頁。
- 赤松勲、生源寺廷「低級脂肪酸希薄水溶液のガスクロマトグラフによる分析」『工業化学雑誌』第72巻第7号、1969年、195-196頁。